# Hiệp An, Thủ Dầu Một
Hiệp An là một phường thuộc thành phố Thủ Dầu Một, tỉnh Bình Dương, Việt Nam.

## Địa lý
Phường Hiệp An nằm ở phía bắc thành phố Thủ Dầu Một, cách trung tâm thành phố khoảng 6 km, có vị trí địa lý: 
- Phía đông giáp phường Định Hòa
- Phía tây giáp phường Tân An
- Phía nam giáp phường Tương Bình Hiệp
- Phía bắc giáp thành phố Bến Cát.

Phường Hiệp An có diện tích 6,81 km², dân số năm 2021 là 19.038 người, mật độ dân số đạt 2.796 người/km².

## Hành chính
Phường Hiệp An được chia thành 9 khu phố: 1, 2, 3, 4, 5, 6, 7, 8, 9,.

## Lịch sử
Địa bàn phường Hiệp An trước đây là một phần các xã Tương Bình Hiệp và Tân An thuộc thị xã Thủ Dầu Một.
Ngày 10 tháng 12 năm 2003, Chính phủ ban hành Nghị định số 156/2003/NĐ-CP. Theo đó, thành lập xã Hiệp An trên cơ sở 144 ha diện tích tự nhiên và 3.571 người của xã Tương Bình Hiệp, 352 ha diện tích tự nhiên và 3.420 người của xã Tân An.
Sau khi thành lập, xã Hiệp An có 496 ha diện tích tự nhiên và 6.991 người.
Ngày 9 tháng 6 năm 2008, Chính phủ ban hành Nghị định số 73/2008/NĐ-CP. Theo đó, thành lập phường Hiệp An trên cơ sở toàn bộ 569,37 ha diện tích tự nhiên và 13.032 người của xã Hiệp An; 138,738 ha diện tích tự nhiên và 3.305 người của xã Tương Bình Hiệp.
Sau khi thành lập, phường Hiệp An có 708,108 ha diện tích tự nhiên và 16.377 người.

## Giao thông
Các tuyến đường chính trên địa bàn phường: 
- Đại lộ Bình Dương
- Nguyễn Chí Thanh
- Lê Chí Dân
- Phan Đăng Lưu
- Bùi Ngọc Thu.

## Du lịch
- Lạc Cảnh Đại Nam Văn Hiến